# ダワードルジ・トゥムルフレグ
ダワードルジ・トゥムルフレグ（Davaadorjiin Tömörkhüleg、1990年9月29日 - ）は、モンゴルの柔道家。モンゴル・ウランバートル市出身。階級は66kg級。身長172cm。2段。

## 経歴
柔道は12歳の時に始めた。2008年の世界ジュニアでは決勝でロシアのアルセン・ガルスチャンに敗れたが2位となった。2009年の世界ジュニアでも決勝で日本の山本浩史に内股で敗れて2位にとどまった。2011年の世界選手権では初戦で山本に隅落で敗れた。2012年ロンドンオリンピックでは初戦でブラジルのフェリペ・キタダイに技ありで敗れた。その後66kg級に階級を上げると、2013年のグランドスラム・パリでは2位となった。アジア選手権とグランドスラム・バクーでは優勝を飾った。しかし、世界選手権では初戦でウクライナのゲオルグリー・ザンタラヤに敗れた。2014年の世界選手権では3回戦で敗れるも、アジア大会では決勝で日本の髙上智史を破って優勝を飾った。2015年の世界選手権では5位に終わったが、世界団体では3位になった。2016年のリオデジャネイロオリンピックでは7位に終わった。2018年からはUAEに国籍を変更したと報じられるも、約1年ぶりの国際大会となった11月のグランプリ・タシュケントではモンゴル代表で出場して7位だった。

## 主な戦績
60kg級での戦績
- 2008年 - 世界ジュニア 2位
- 2009年 - 世界ジュニア 2位
- 2009年 - ワールドカップ・ウランバートル 3位
- 2009年 - ワールドカップ・スウォン 優勝
- 2010年 - グランドスラム・パリ 5位
- 2010年 - ワールドカップ・ウィーン 優勝
- 2010年 - グランプリ・デュッセルドルフ 3位
- 2010年 - ワールドカップ・ウランバートル 優勝
- 2010年 - ワールドカップ・スウォン 2位
- 2011年 - アジア選手権 個人戦 2位 団体戦 3位
- 2011年 - グランドスラム・モスクワ 3位
- 2011年 - ワールドカップ・ウランバートル 3位
- 2011年 - グランプリ・アムステルダム 優勝
- 2011年 - グランドスラム・東京 5位
- 2012年 - グランプリ・デュッセルドルフ 5位
- 2012年 - グランドスラム・モスクワ 2位

66kg級での戦績
- 2012年 - ワールドカップ・ウランバートル 優勝
- 2012年 - グランプリ・青島 優勝
- 2012年 - ワールドカップ・チェジュ 2位
- 2013年 - グランドスラム・パリ 2位
- 2013年 - ヨーロッパオープン・ブダペスト 2位
- 2013年 - アジア選手権 個人戦 優勝 団体戦 3位
- 2013年 - グランドスラム・バクー 優勝
- 2013年 - ワールドマスターズ 5位
- 2013年 - グランプリ・ウランバートル 3位
- 2013年 - グランプリ・青島 2位
- 2014年 - グランドスラム・パリ 7位
- 2014年 - グランプリ・デュッセルドルフ 3位
- 2014年 - グランプリ・ウランバートル 2位
- 2014年 - アジア大会 個人戦 優勝 団体戦 5位
- 2015年 - グランプリ・デュッセルドルフ 2位
- 2015年 - グランプリ・トビリシ 優勝
- 2015年 - グランプリ・サムスン 2位
- 2015年 - アジア選手権 3位
- 2015年 - ワールドマスターズ 3位
- 2015年 - グランプリ・ウランバートル 優勝
- 2015年 - 世界選手権 5位
- 2015年 - 世界団体 3位
- 2015年 - グランドスラム・パリ 優勝
- 2015年 - グランプリ・青島 2位
- 2015年 - グランドスラム・東京 3位
- 2016年 - グランドスラム・パリ 2位
- 2016年 - アジア選手権 個人戦 3位 団体戦 2位
- 2016年 - ワールドマスターズ 2位
- 2016年 - リオデジャネイロオリンピック 7位
- 2017年 - グランプリ・トビリシ 2位
- 2017年 - グランプリ・アンタルヤ 3位
- 2017年 - グランドスラム・東京 7位
- 2018年 - グランプリ・タシュケント 7位
- 2019年 - グランプリ・ザグレブ 3位

（出典、JudoInside.com）